# Marjan Dora
Marjan Dora, slovenski novinar.
Dora je novinar Večera, Radia Slovenija, Radio Murski val in TV Idea. Je dobitnik dveh nagrad Tomšičevega sklada in bivši podpredsednik Programskega sveta RTV Slovenija.
Avtor več kot 200 televizijskih intervjujev Dora nedeljski pogovori na TV Idea, Murska Sobota.